# 拉瓦什雷斯和拉鲁伊
拉瓦什雷斯和拉鲁伊（法語：La Vacheresse-et-la-Rouillie，法語發音：[la vaʃʁɛs e laʁuji] ⓘ）是法国大東部大區孚日省的一个市镇，属于讷沙托区。

## 地理
拉瓦什雷斯和拉鲁伊（48°8'55"N, 5°47'16"E）面积9.36 平方千米，位于法国大東部大區孚日省，该省份为法国东北部内陆省份，北起默兹省和默尔特-摩泽尔省，西接上马恩省，南至上索恩省和贝尔福地区省，东临上莱茵省和下莱茵省。
与拉瓦什雷斯和拉鲁伊接壤的市镇（或旧市镇、城区）包括：克兰维利耶、马蒂尼莱班、圣旺莱帕雷、索维尔。
拉瓦什雷斯和拉鲁伊的时区为UTC+01:00、UTC+02:00（夏令时）。

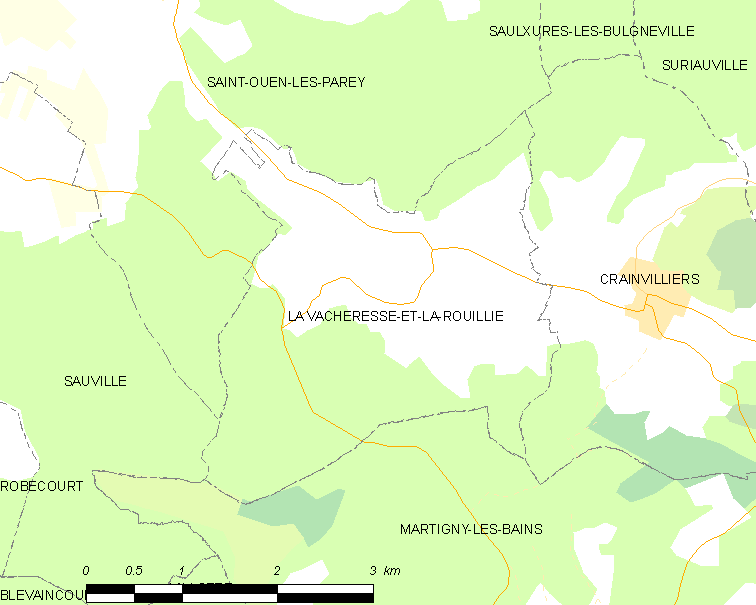
拉瓦什雷斯和拉鲁伊的OSM定位图

## 行政
拉瓦什雷斯和拉鲁伊的邮政编码为88140，INSEE市镇编码为88485。

## 政治
拉瓦什雷斯和拉鲁伊所属的省级选区为维泰勒县。

## 人口

1962-2008年间拉瓦什雷斯和拉鲁伊人口变化图示

拉瓦什雷斯和拉鲁伊于2022年1月1日时的人口数量为128人。